# Taiga (1958)
Taiga ist ein deutscher Schwarzweißfilm von Wolfgang Liebeneiner aus dem Jahr 1958 mit Ruth Leuwerik und Hannes Messemer in den Hauptrollen.

## Handlung
Der Film spielt in Russland, einige Jahre nach dem Ende des Zweiten Weltkriegs. Am Rande der riesigen sibirischen Taiga hausen rund 300 deutsche Kriegsgefangene in einem Lager. Behandelt werden sie wie Arbeitssklaven. Viele von ihnen sind apathisch und haben jede Hoffnung verloren, dass sich ihre Lage irgendwann einmal zum Besseren wenden könnte. Als eines Tages neue Gefangene dem Lager zugeführt werden, befindet sich auch eine Frau darunter, die deutsche Ärztin Hanna Dietrich. Weil sie die einzige weibliche Person im Lager ist, wird sie von ihren männlichen Landsleuten verehrt.
Nach und nach gelingt es Hanna, den rauen Männern ein Gefühl der Hoffnung und den inneren Frieden zu vermitteln. Als aber die Frau nach einigen Wochen von einem Lastwagen abgeholt wird, macht sich bei den Zurückgebliebenen Enttäuschung breit.

## Produktionsnotizen
Gedreht wurde der Film weitgehend in den Bavaria Studios Geiselgasteig. Die Bauten entwarfen die Szenenbildner Robert Herlth und Gottfried Will. Das Drehbuch wurde von Herbert Reinecker verfasst. In der Bundesrepublik Deutschland kam der Film zum ersten Mal am 28. August 1958 in die Kinos.

## Auszeichnungen
Ruth Leuwerik wurde für ihre Rolle als Hanna Dietrich bei den Internationalen Filmfestspielen San Francisco mit dem Golden Gate Award ausgezeichnet. Vom Bund der Heimatvertriebenen wurde sie im selben Jahr mit einem Preis bedacht.

## Kritik
„Im Ansatz ernsthafter, jedoch nicht über rührselige Effekte hinausgehender Versuch, die Nöte jener deutschen Kriegsgefangenen nachzuzeichnen, die von den Sowjets nach der Kapitulation jahrelang als Arbeitssklaven festgehalten wurden.“

## Quelle
- Programm zum Film, erschienen im Verlag Das Neue Filmprogramm GmbH Mannheim, Nr. 4036.